# Shohei Ohtani
Shohei Ohtani (大谷 翔平, Ōtani Shōhei), né le 5 juillet 1994 à Ōshū, Japon, est un lanceur droitier, joueur de champ extérieur et frappeur désigné de la Ligue majeure de baseball.
Premier choix des Hokkaido Nippon Ham Fighters en 2012, il joue dans la Nippon Professional Baseball de 2013 à 2017. Après avoir été désigné meilleur joueur de la ligue pacifique en 2016, Shohei Ohtani est placé sur le marché des transferts vers la Ligue majeure en 2018. La vedette japonaise signe avec les Angels de Los Angeles et devient la recrue de l’année de la ligue américaine, accomplissement d'une première saison aux États-Unis réussie.
Après deux saisons marquées par les difficultés, entre blessures et pandémie de Covid-19, Shohei Ohtani réalise une saison 2021 historique, battant de nombreux records en tant que joueur évoluant comme lanceur et comme frappeur en même temps. Sélectionné au match des étoiles comme titulaire dans les deux rôles, le Japonais est désigné à l’unanimité meilleur joueur de la Ligue américaine à la fin de la saison. En 2023, il est de nouveau élu meilleur joueur de la Ligue américaine à l'unanimité, devenant le premier joueur à être élu deux fois MVP (Most Valuable Player Award) à l'unanimité. À la suite de cette saison, il s'engage avec les Dodgers de Los Angeles pour 10 ans. 
À l'international, Shohei Ohtani joue pour l'équipe nationale du Japon. Lors du Classique mondial de baseball 2023, Shohei Ohtani est nommé meilleur joueur du tournoi pour sa performance lors de la finale, opposant l'équipe du Japon aux États-Unis.

## Biographie

### Jeunesse
Shohei Ohtani naît le 5 juillet 1994 à Ōshū, ville de la préfecture d'Iwate au Japon. Sa mère, Kayoko, est une joueuse de badminton reconnue. Son père, Toru, est un joueur de baseball dans le relevé championnat de baseball d'entreprises au Japon. À l'école secondaire, Shohei joue au baseball en amateur pour l'école Hanamaki Higashi jusqu’au championnat scolaire de baseball japonais où il se fait remarquer en lançant une balle rapide à 99 mph (160 km/h), un record pour un lanceur d'école secondaire japonais,.

### Carrière de joueur de baseball
Après avoir terminé l'école secondaire, Shohei Ohtani peut choisir la destination de ses débuts en tant que joueur de baseball professionnel. Le 21 octobre 2012, il annonce préférer jouer dans la Ligue majeure de baseball aux États-Unis,. Aucun joueur japonais n’est passé directement du lycée au baseball professionnel américain. Malgré cette déclaration, les Hokkaido Nippon Ham Fighters sélectionnent Ohtani avec le premier choix de la draft de la Nippon Professional Baseball (NPB) afin d'avoir une phase de négociation privilégiée avec le joueur avant son départ annoncé pour l'Amérique,. Vantant sa situation s'il reste au Japon, proche de sa famille, dans des conditions idéales et avec un statut de vedette nationale, par rapport à la difficulté des ligues mineures américaines, les Nippon Ham Fighters convainquent Ohtani de signer en NPB.

#### Japon

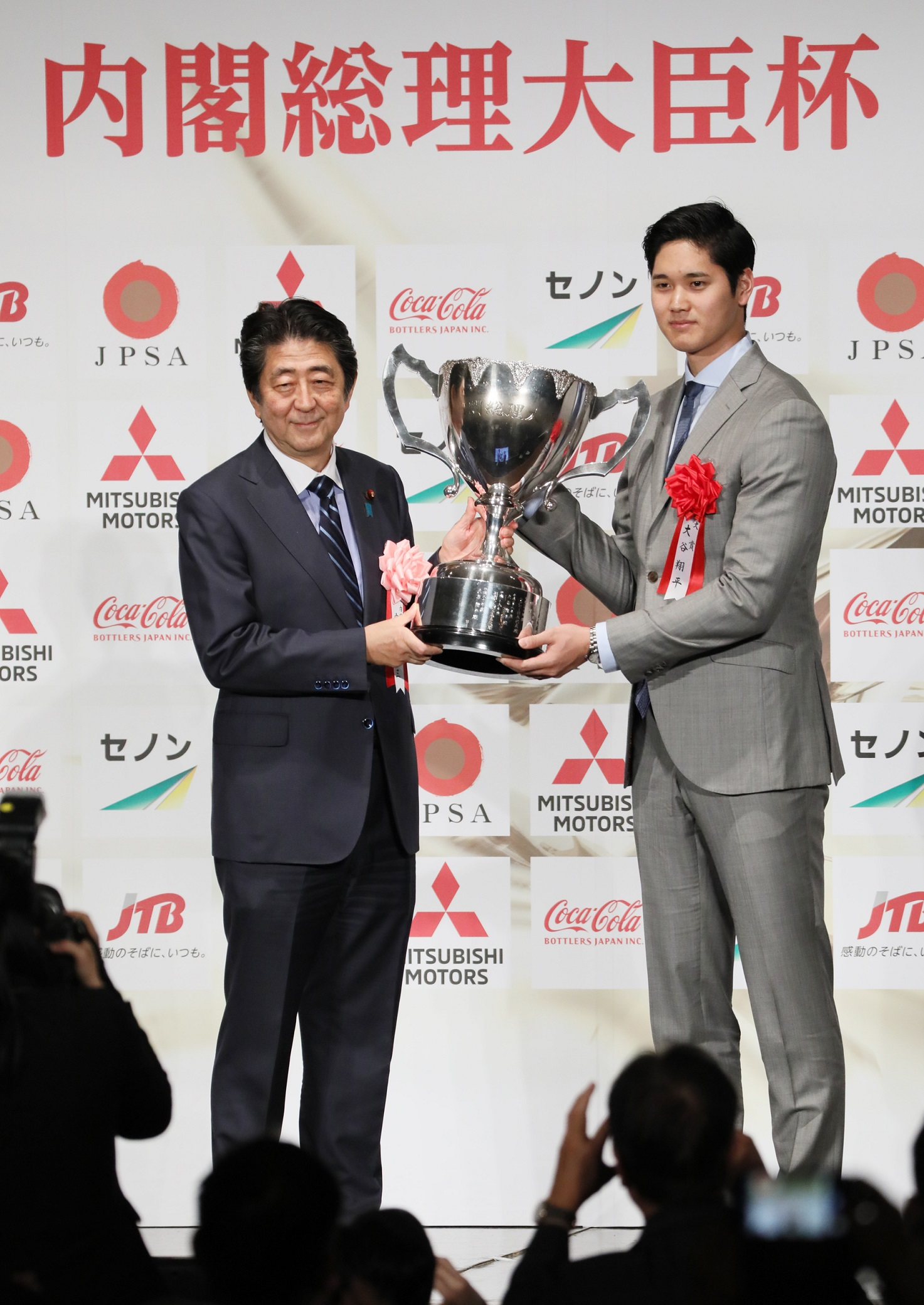
Ohtani acceptant la Coupe du Premier ministre de Shinzō Abe en 2018.

Ohtani a lancé pour les Hokkaido Nippon-Ham Fighters de la Japan Pacific League de 2013 à 2017.
Depuis qu'il a rejoint l'équipe, il a participé à des matchs en tant que joueur « à deux faces ».
En 2014, il est devenu le premier joueur de l'histoire du Nippon Professional Baseball (NPB) à atteindre un nombre de victoires et de coups de circuit à deux chiffres, en remportant 11 matchs et en frappant 10 coups de circuit.
En 2015, il a remporté la triple couronne de lanceur pour le plus grand nombre de victoires, la meilleure défense et le pourcentage de victoire le plus élevé.
En 2016, il est devenu le premier joueur de l'histoire de la NPB à remporter deux titres Best Nine dans les catégories des lanceurs et des frappeurs désignés, et a été nommé MVP de la ligue. Otani est également devenu le lanceur japonais le plus rapide de l'histoire de la NPB à atteindre 165 km/h.
En 2017, il a terminé cinq années complètes dans la NPB, bien qu'une blessure à la cheville droite l'ait affecté.

#### Angels de Los Angeles

##### Débutant de l'année de la Ligue américaine (2018)
Le 9 décembre 2017, il signe un contrat de six saisons avec les Angels de Los Angeles,. Qualifié de « Babe Ruth japonais,, », Ohtani tente de devenir le premier joueur depuis Ruth en 1919 à être à la fois utilisé sur une base régulière comme joueur de position et comme lanceur dans les Ligues majeures de baseball.  
Ohtani a terminé sa première saison dans les ligues majeures avec une moyenne au bâton de 2,85, un pourcentage sur la base de 0,361, 22 circuits, 61 points produits et 10 bases volées. En 10 départs sur le monticule, il a décroché un record de 4 victoires et 2 défaites. Son pourcentage de "slugging" de 0,564 s'est classé 7e au classement général parmi les joueurs avec au moins 350 apparitions au marbre cette saison. Il est devenu la deuxième recrue des Angels la plus rapide à atteindre 20 circuits, et il a rejoint Babe Ruth en tant que seul joueur de la MLB avec 10 apparitions de lanceurs et 20 circuits en une saison.
Le 3 septembre 2018, ESPN annonce que les médecins ont recommandé à Ohtani de subir une opération Tommy John après qu'une IRM a montré de nouveaux dommages à son ligament collatéral ulnaire de son épaule droite. Trois semaines plus tard, les Angels annoncent qu'Ohtani a accepté l’opération et qu'il ne lancerait pas lors de la saison 2019. Le 12 novembre, Ohtani est nommé recrue de l'année de la Ligue américaine.

##### Blessures et pandémie (2019-2020)

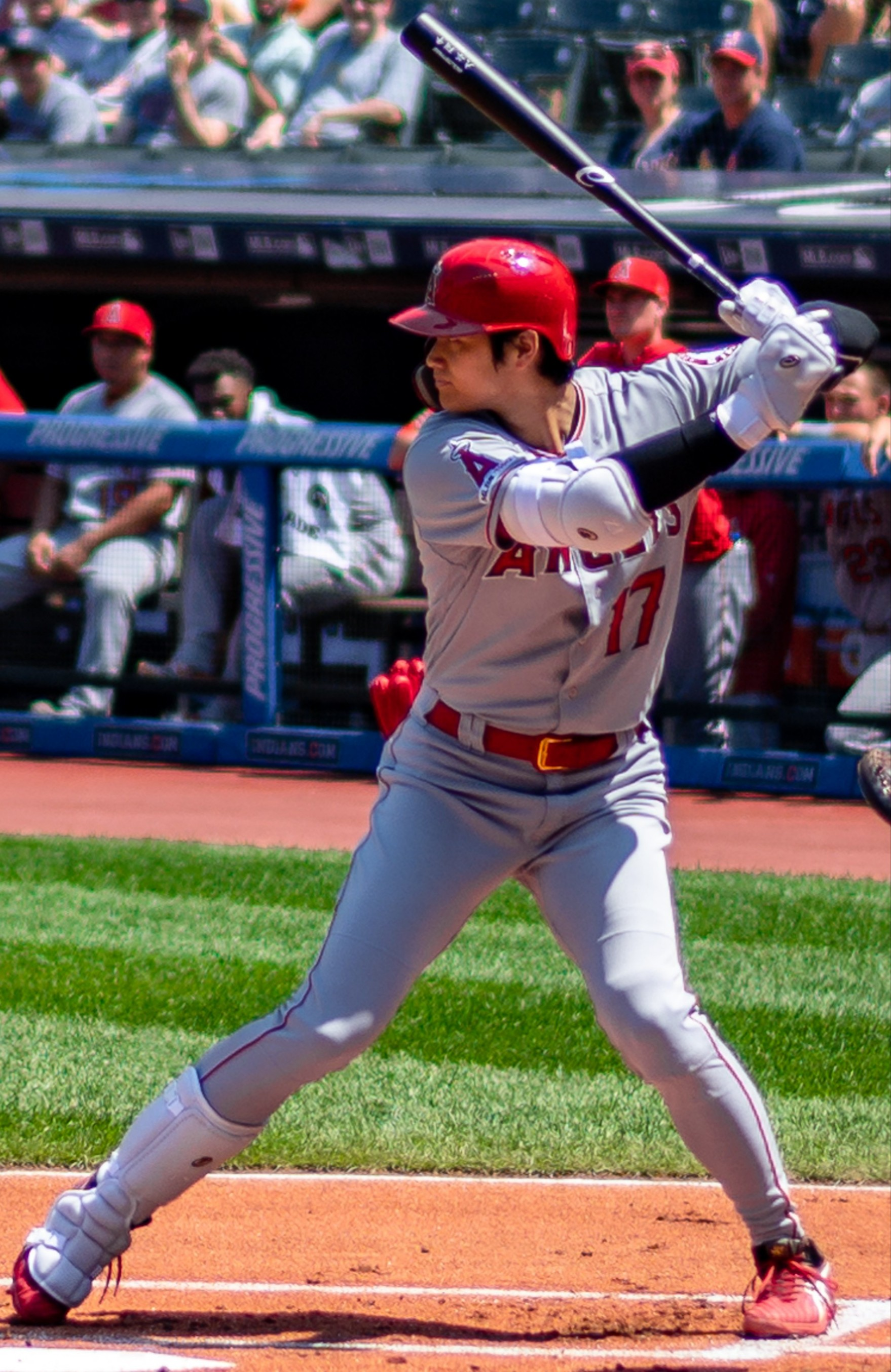
Shohei Ohtani au bâton en 2019.

En septembre 2019, la vedette japonaise met fin à sa saison pour être opéré d'une patella bipartite. Alors que la pandémie de Covid-19 raccourcit la saison 2020 à soixante matchs, elle empêche Ohtani de reprendre en ligues mineures, annulées, et l'oblige à faire son retour en ligue majeure directement. Sa saison en tant que lanceur prend fin après deux apparitions manquées sur le monticule, il se blesse à l’avant-bras dans une manche de 42 lancers contre les Astros de Houston. Shohei Ohtani continue de frapper jusqu’à la fin de la saison malgré cette blessure et termine avec une moyenne au bâton de 190. Il retourne alors au Japon pour muscler le bas de son corps et change de régime alimentaire.

##### Meilleur joueur de la Ligue américaine (2021)

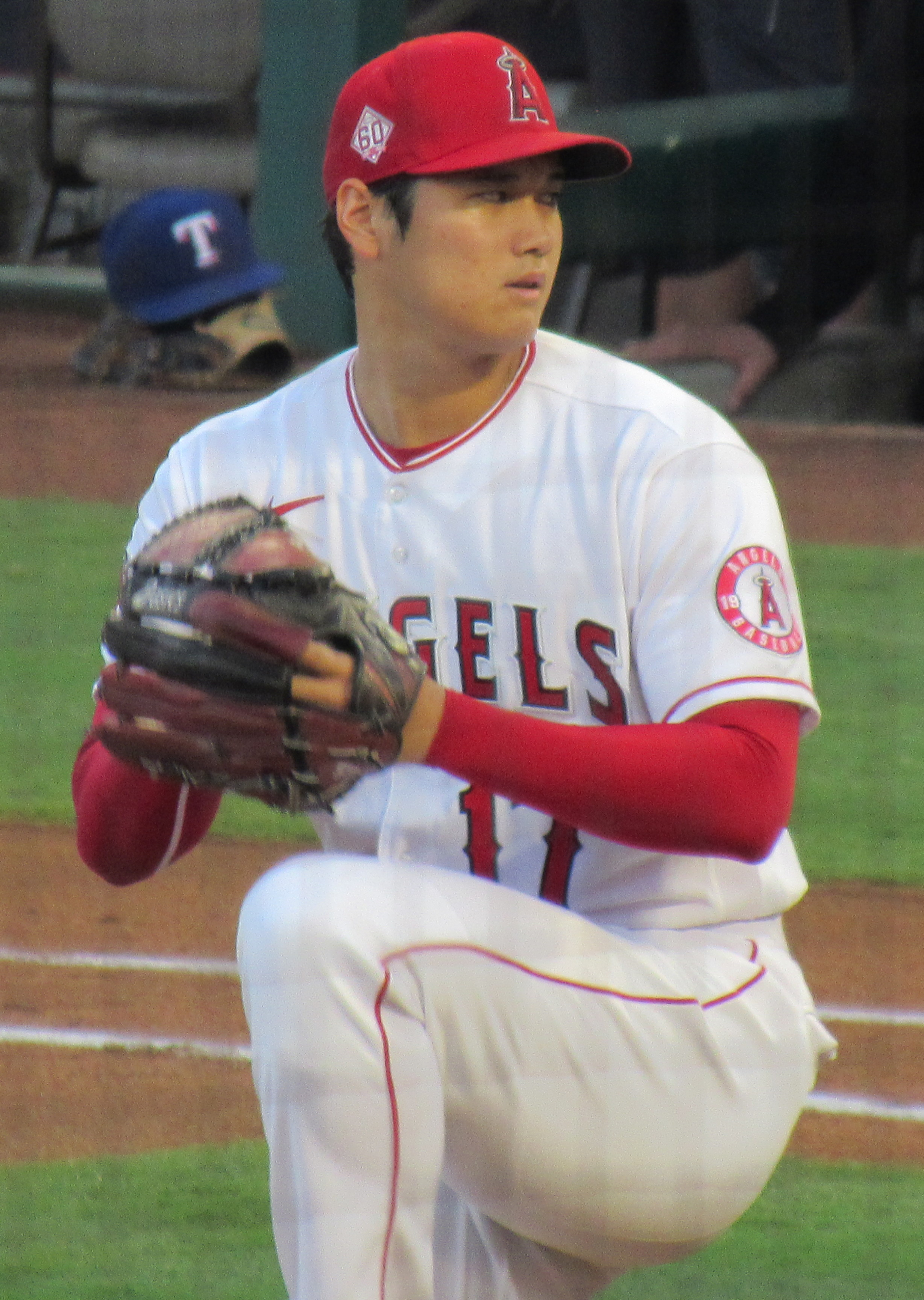
Shohei Ohtani s'illustre comme lanceur en 2021.

Après deux saisons dans lesquelles il est davantage utilisé comme frappeur que comme lanceur du fait de blessures, à l’épaule et au coude, Shohei Ohtani s'illustre par sa réussite dans les deux rôles lors de la saison 2021. 
En avril, Ohtani est lanceur partant et batteur en deuxième position, une première depuis Jack Dunleavy (en) en 1903, contre les White Sox de Chicago et réussit sa première avec un coup de circuit, le premier d'un lanceur partant depuis 1972. Menant la ligue majeure dans la statistique des coups de circuit pendant la première partie de l'année, le Japonais est également considéré comme l'un des meilleurs lanceurs de la ligue. 
Sélectionné pour le match des étoiles dans les deux positions, son profil atypique fait évoluer le règlement de la Ligue majeure de baseball qui permet aux joueurs évoluant dans les deux postes de continuer à rester dans la partie comme batteur même après avoir été remplacé en tant que lanceur,. Ses performances soulèvent à nouveau des multiples comparaisons avec Babe Ruth : le « Babe Ruth du XXIe siècle » ou le « Babe Ruth moderne ».
Le joueur japonais termine la saison avec neuf victoires pour deux défaites en tant que lanceur avec 156 éliminations et un total de 46 coups de circuit. Il est élu meilleur joueur de la Ligue américaine à l’unanimité,.

##### Saison 2022
Au début de la saison 2022, le Japonais ralentit son rythme de coups de circuit par rapport à la précédente saison et les Angels de Los Angeles enchaînent les défaites. Ohtani s'illustre néanmoins en tant que lanceur, comme en mai au Fenway Park. En juin, lors d'une victoire contre les Royals de Kansas City, Ohtani réalise treize éliminations en huit manches au lancer et atteint la première base à trois reprises. Il est devenu le premier joueur de la MLB de l'ère moderne à se qualifier pour les classements de la ligue en tant que frappeur et lanceur. Ohtani termine la saison avec 15 victoires et 9 défaites en tant que lanceur, une moyenne au bâton de 0.273, un pourcentage sur la base de 0.356 et 34 coups de circuits.

##### Saison 2023: Un nouveau titre de meilleur joueur de la Ligue américaine
Ohtani réalise de nouveau une grande saison, devenant le premier joueur de l'histoire de la Ligue américaine avec 10 victoires et 40 home runs dans une saison, et est nommé de nouveau meilleur joueur de la saison, à l'unanimité, devenant le premier joueur à être MVP à l'unanimité deux fois dans une carrière.

#### Dodgers de Los Angeles

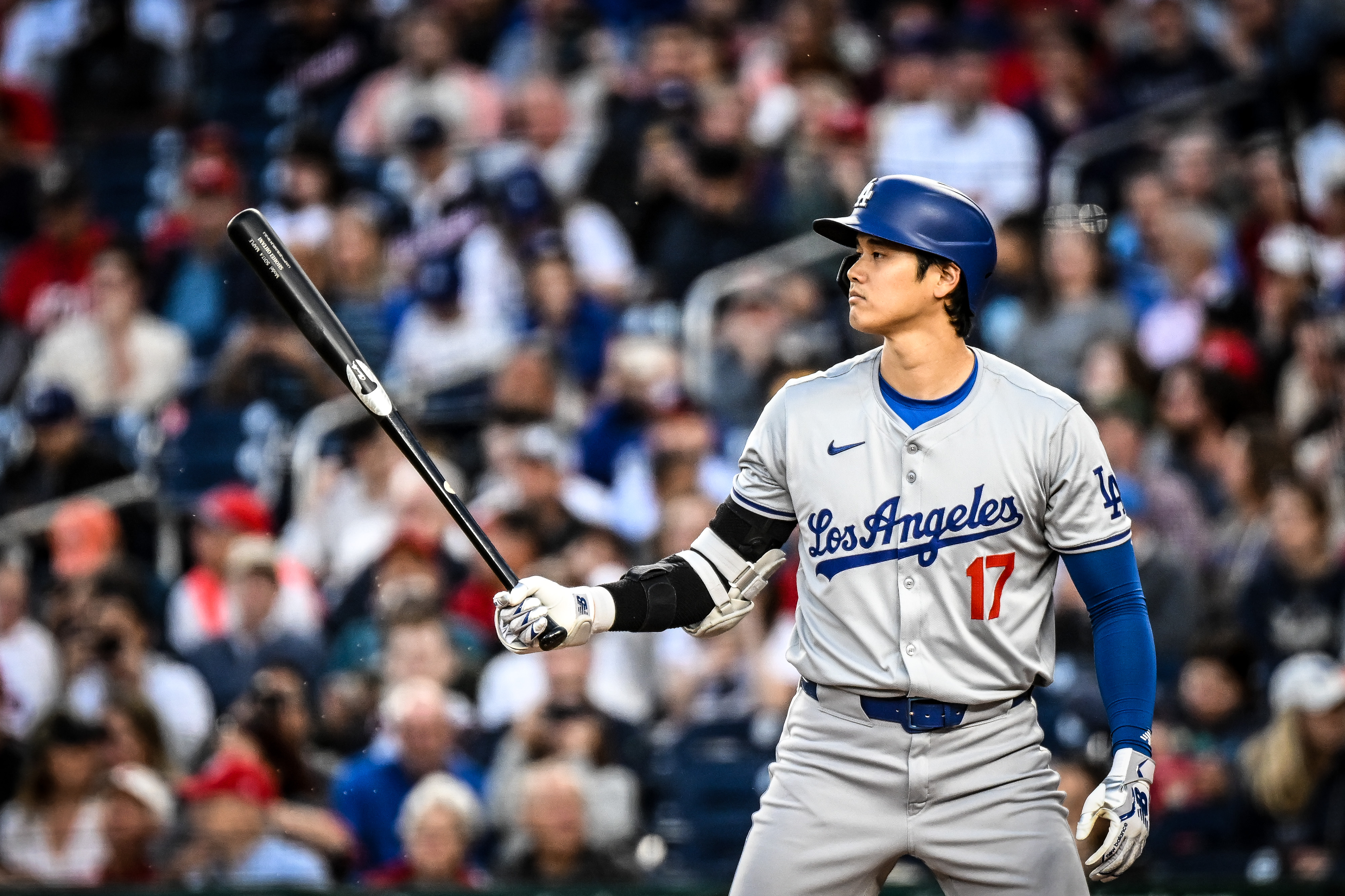
Shohei Ohtani en mars 2024 sous le maillot des Dodgers de Los Angeles.

En décembre 2023, il s'engage pour 10 ans et 700 millions de dollars avec les Dodgers de Los Angeles, ce qui constitue le plus grand contrat garanti de l'histoire du sport,.
Le 19 septembre 2024, il devient le premier joueur de l’histoire des Ligues majeures de baseball à atteindre les 50 coups de circuit et les 50 buts volés en une seule saison. Après la saison 2024, il est le premier et seul joueur de l’histoire des Ligues majeures de baseball à remporter trois prix de MVP à l'unanimité, deux prix de MVP unanimes consécutifs et des prix de MVP unanimes dans les Ligue américaine et Ligue nationale. 
En ouverture de la Ligue majeure de baseball 2025, la MLB décide d'organiser deux rencontres de saison régulière à Tokyo avec la vedette japonaise en tête d'affiche,. Selon la ligue, la première rencontre bat un record d'audience au Japon avec 25 millions de téléspectateurs.

### Classique mondiale de baseball 2023
Il est classé meilleur joueur de la Classique mondiale de baseball 2023 alors qu'il joue dans l'équipe du Japon qui remporte ses sept matchs.

## Palmarès personnel

### Statistiques annuelles

#### En Nippon Professional Baseball
| Saison | Équipe     | G  | GS | CG | SHO | V  | D  | SV | IP    | SO  | ERA  |
| ------ | ---------- | -- | -- | -- | --- | -- | -- | -- | ----- | --- | ---- |
| 2013   | Nippon Ham | 13 | 11 | 0  | 0   | 3  | 0  | 0  | 61.2  | 46  | 4,23 |
| 2014   | Nippon Ham | 24 | 24 | 3  | 2   | 11 | 4  | 0  | 155.1 | 179 | 2,61 |
| 2015   | Nippon Ham | 22 | 22 | 5  | 3   | 15 | 5  | 0  | 160.2 | 196 | 2,24 |
| 2016   | Nippon Ham | 21 | 20 | 4  | 1   | 10 | 4  | 0  | 140.0 | 174 | 1,86 |
| 2017   | Nippon Ham | 5  | 5  | 1  | 1   | 3  | 2  | 0  | 25.1  | 29  | 3,20 |
| Totaux | Totaux     | 85 | 82 | 13 | 7   | 42 | 15 | 0  | 543.0 | 624 | 2,52 |

| Saison | Équipe     | G   | AB   | R   | H   | 2B | 3B | HR | RBI | SB | BA    |
| ------ | ---------- | --- | ---- | --- | --- | -- | -- | -- | --- | -- | ----- |
| 2013   | Nippon Ham | 77  | 189  | 14  | 45  | 15 | 1  | 3  | 20  | 4  | 0,238 |
| 2014   | Nippon Ham | 86  | 212  | 32  | 58  | 17 | 1  | 10 | 31  | 1  | 0,274 |
| 2015   | Nippon Ham | 69  | 109  | 15  | 22  | 4  | 0  | 5  | 17  | 1  | 0,202 |
| 2016   | Nippon Ham | 104 | 323  | 65  | 104 | 18 | 1  | 22 | 67  | 7  | 0,322 |
| 2017   | Nippon Ham | 65  | 202  | 24  | 67  | 16 | 1  | 8  | 31  | 0  | 0,332 |
| Totaux | Totaux     | 403 | 1035 | 150 | 296 | 70 | 4  | 48 | 166 | 13 | 0,286 |

#### Dans la Ligue majeure
| Saison | Équipe  | G                                      | GS                                     | CG                                     | SHO                                    | V                                      | D                                      | SV                                     | IP                                     | SO                                     | ERA                                    |
| ------ | ------- | -------------------------------------- | -------------------------------------- | -------------------------------------- | -------------------------------------- | -------------------------------------- | -------------------------------------- | -------------------------------------- | -------------------------------------- | -------------------------------------- | -------------------------------------- |
| 2018   | Angels  | 10                                     | 10                                     | 0                                      | 0                                      | 4                                      | 2                                      | 0                                      | 51.2                                   | 63                                     | 3,31                                   |
| 2019   | Angels  | n'a pas lancé en raison d'une blessure | n'a pas lancé en raison d'une blessure | n'a pas lancé en raison d'une blessure | n'a pas lancé en raison d'une blessure | n'a pas lancé en raison d'une blessure | n'a pas lancé en raison d'une blessure | n'a pas lancé en raison d'une blessure | n'a pas lancé en raison d'une blessure | n'a pas lancé en raison d'une blessure | n'a pas lancé en raison d'une blessure |
| 2020   | Angels  | 2                                      | 2                                      | 0                                      | 0                                      | 0                                      | 1                                      | 0                                      | 1.2                                    | 3                                      | 37,8                                   |
| 2021   | Angels  | 23                                     | 23                                     | 0                                      | 0                                      | 9                                      | 2                                      | 0                                      | 130.1                                  | 156                                    | 3,18                                   |
| 2022   | Angels  | 28                                     | 28                                     | 0                                      | 0                                      | 15                                     | 9                                      | 0                                      | 166.0                                  | 219                                    | 2,33                                   |
| 2023   | Angels  | 23                                     | 23                                     | 1                                      | 1                                      | 10                                     | 5                                      | 0                                      | 132.0                                  | 167                                    | 3,14                                   |
| 2024*  | Dodgers | n'a pas lancé en raison d'une blessure | n'a pas lancé en raison d'une blessure | n'a pas lancé en raison d'une blessure | n'a pas lancé en raison d'une blessure | n'a pas lancé en raison d'une blessure | n'a pas lancé en raison d'une blessure | n'a pas lancé en raison d'une blessure | n'a pas lancé en raison d'une blessure | n'a pas lancé en raison d'une blessure | n'a pas lancé en raison d'une blessure |
| Totaux | Totaux  | 86                                     | 86                                     | 1                                      | 1                                      | 38                                     | 19                                     | 0                                      | 481.2                                  | 608                                    | 3,01                                   |

| Saison | Équipe  | G   | AB   | R   | H   | 2B  | 3B | HR  | RBI | SB  | BB  | SO  | BA   | OBP  | SLG  |
| ------ | ------- | --- | ---- | --- | --- | --- | -- | --- | --- | --- | --- | --- | ---- | ---- | ---- |
| 2018   | Angels  | 104 | 326  | 59  | 93  | 21  | 2  | 22  | 61  | 10  | 37  | 102 | .285 | .361 | .564 |
| 2019   | Angels  | 106 | 384  | 51  | 110 | 20  | 5  | 18  | 62  | 12  | 33  | 110 | .286 | .343 | .505 |
| 2020   | Angels  | 44  | 153  | 23  | 29  | 6   | 0  | 7   | 24  | 7   | 22  | 50  | .190 | .291 | .366 |
| 2021   | Angels  | 155 | 537  | 103 | 138 | 26  | 8  | 46  | 100 | 26  | 96  | 189 | .257 | .372 | .592 |
| 2022   | Angels  | 157 | 586  | 90  | 160 | 30  | 6  | 34  | 95  | 11  | 72  | 161 | .273 | .356 | .519 |
| 2023   | Angels  | 135 | 497  | 102 | 151 | 26  | 8  | 44  | 95  | 20  | 91  | 143 | .304 | .412 | .654 |
| 2024   | Dodgers | 159 | 636  | 136 | 197 | 38  | 7  | 54  | 130 | 59  | 81  | 162 | .310 | .390 | .648 |
| Totaux | 7 ans   | 875 | 3119 | 562 | 878 | 167 | 36 | 225 | 567 | 145 | 432 | 917 | .282 | .371 | .575 |

## Impact économique
Dans les années 2020, lorsqu'il devient une vedette aux États-Unis et particulièrement après son sacre contre les États-Unis en finale de la classique mondiale de baseball 2023, Shohei Ohtani devient un héros national au Japon. Il représente à lui seul 57% des ventes de l'entreprise Fanatics Inc. dans le pays et son visage est omniprésent sur les supports de communication dans l'espace public : imprimé sur des avions, sur des bouteilles de thé vert ou dans les vidéos dans les taxis. Ses contrats de sponsoring lui permettent de percevoir entre 40 et 50 millions de dollars annuellement.
La structure de son contrat record avec les Dodgers de Los Angeles est particulier : le joueur ne perçoit que deux millions d'euros par an sur les dix années de celui-ci, puis les 680 millions restants entre 2034 et 2043.

## Vie personnelle

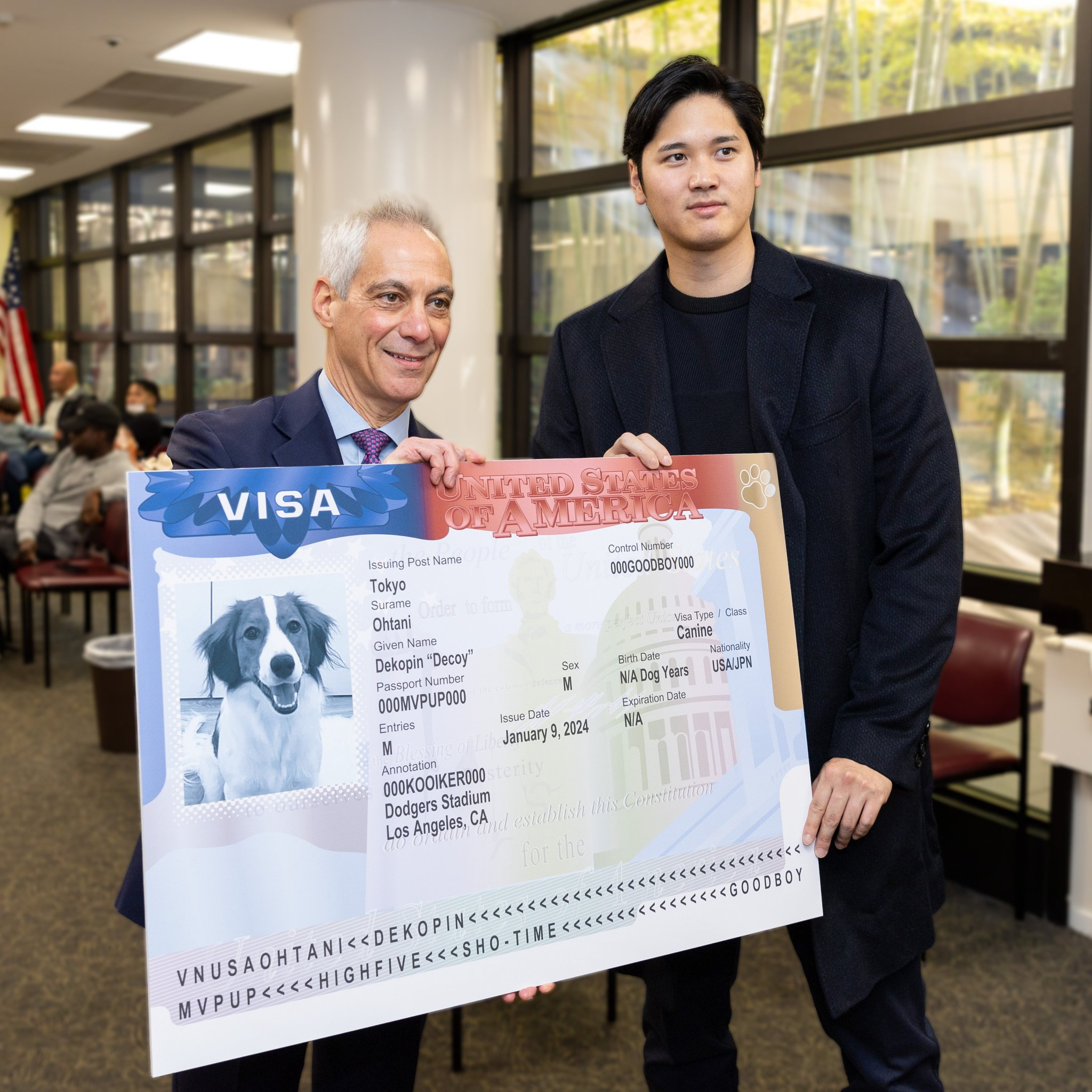
Ohtani reçoit le visa d'honneur pour son chien des mains de Rahm Emanuel.

Ohtani est marié à Mamiko Tanaka, une ancienne joueuse de basketball professionnelle,. En février 2024, il a annoncé son mariage, mais a d'abord choisi de ne pas révéler l'identité de sa femme, la décrivant seulement comme « une femme japonaise ordinaire ». Cependant, le mois suivant, il a posté une photo de lui avec Tanaka.
Ohtani a un chien de race Kooikerhondje nommé Dekopin, affectueusement appelé Decoy. Le chien a reçu un visa d'honneur de l'ambassade des États-Unis à Tokyo. En lien avec l'achat de sa maison pour 7,85 millions de dollars, Ohtani a créé une entreprise de type Limited Liability Company (LLC) nommée « Dekopin », en hommage à son animal de compagnie bien-aimé,.